# هارولد هاربر بينيت
هارولد هاربر بينيت (بالإنجليزية: Harold Harper Bennett)‏ هو شخصية أعمال أمريكي، ولد في 20 سبتمبر 1900، وتوفي في 1 ديسمبر 1999.